# البرج الكبير (المهدية)
البرج الكبير، ويسمى أيضًا القصبة ، وهي قلعة عسكرية عثمانية من القرن السادس عشر تقع في شبه جزيرة المهدية بتونس.

## تاريخ
أقيمت القلعة في القرن الخامس عشر  تحت رعاية أبي عبد الله محمد باشا، بعد رحيل الأسبان، في موقع قصر فاطمي قديم.

## الهندسة

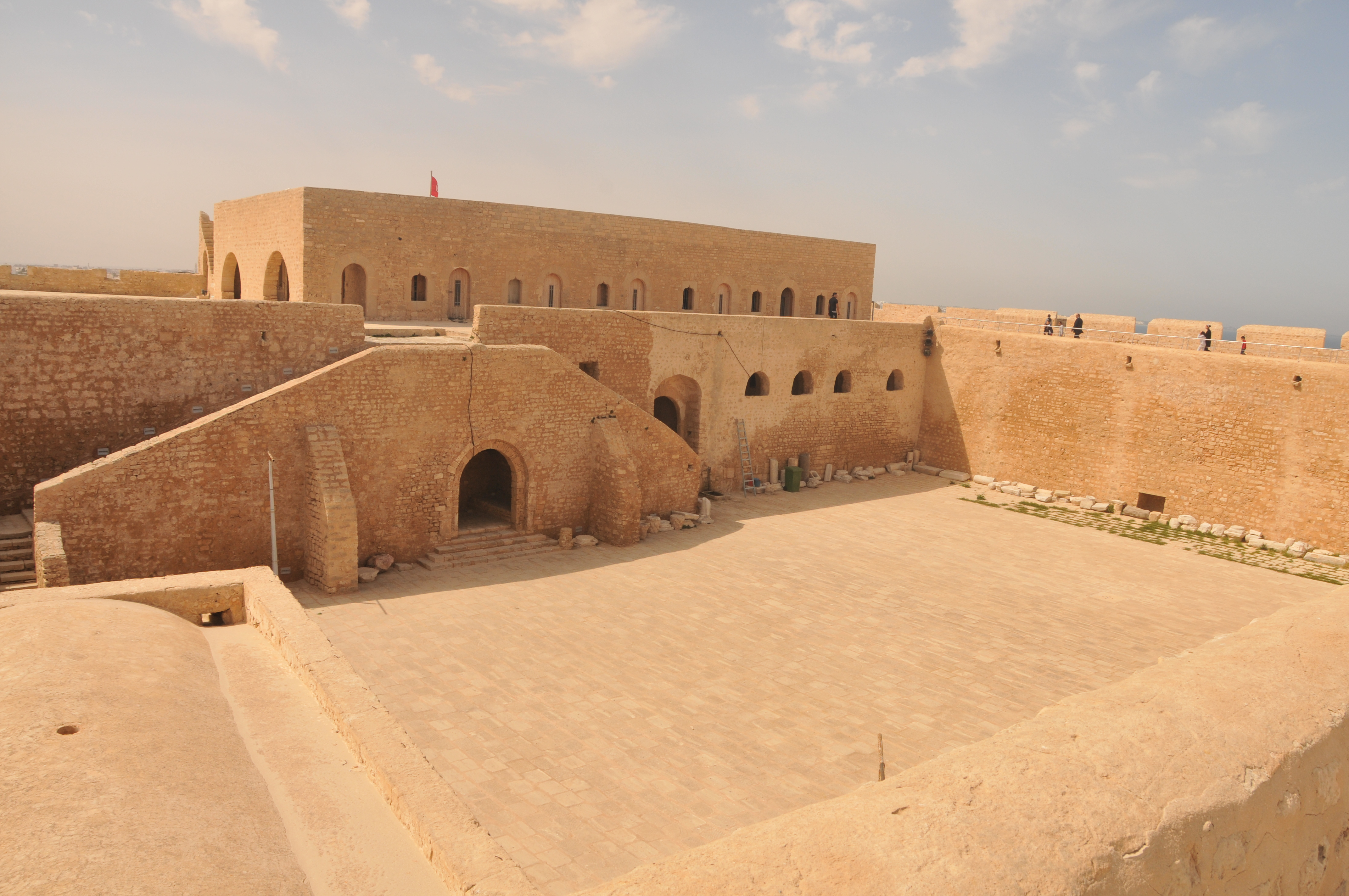
باحة البرج الكبير.

يرتكز الحصن على مخطط رباعي الزوايا اضيفت إليه لاحقًا حصونًا ركنية. محاط بجدار وله مدخل واحد (بعد أن تم إستخدامه كسجن ،شيد له مدخل آخر في القرن التاسع عشر). يتيح الباب الرئيسي الوصول ، عبر ممر مقبب، إلى صحن توجد فيه غرف مقببة أيضًا.
في الزاوية الجنوبية الشرقية من هذا الفناء يوجد مصلى تم بناؤه في وقت سابق وتم حفظه ودمجه في المبنى.
يوفر الممر العلوي، الذي تم تصميمه على شكل شرفة، إطلالة على المدينة القديمة والمقبرة البحرية وحوض الميناء البوني القديم.

## السياحة
القلعة مفتوحة للعموم ، وهي إحدى المنشأت السياحية الرئيسية في مدينة المهدية.

## انظر كذلك
- قائمة المعالم الأثرية المصنفة في ولاية المهدية